# Селкуца (Бістріца-Несеуд)
Селкуца (рум. Sălcuța) — село у повіті Бистриця-Несеуд в Румунії. Входить до складу комуни Синміхаю-де-Кимпіє.
Село розташоване на відстані 308 км на північний захід від Бухареста, 28 км на південний захід від Бистриці, 55 км на схід від Клуж-Напоки.

## Населення
За даними перепису населення 2002 року у селі проживали 127 осіб.
Національний склад населення села:
| Національність | Кількість осіб | Відсоток |
| -------------- | -------------- | -------- |
| румуни         | 113            | 89,0%    |
| угорці         | 14             | 11,0%    |

Рідною мовою назвали:
| Мова      | Кількість осіб | Відсоток |
| --------- | -------------- | -------- |
| румунська | 113            | 89,0%    |
| угорська  | 14             | 11,0%    |